# Vanilla Ninja (musikalbum)
Vanilla Ninja är det första albumet från den estniska gruppen Vanilla Ninja släppt den 30 maj 2003.

## Låtlista
1. Guitar and Old Blue Jeans - 4:02
2. Why? - 3:22
3. Club Kung Fu - 2:42
4. Nagu Rockstaar - 4:10
5. Purunematu - 3:25
6. Inner Radio - 3:00
7. Outcast - 3:59
8. Toxic - 2:23
9. Spit It Out - 4:46
10. Psycho - 3:17
11. Klubikuningad - 2:05
12. Polluter - 3:23
13. Vanad Teksad Ja Kitarr - 3:40
14. Sugar and Honey - 3:26
15. Club Kung Fu (Remix) - 4:29